# Mauricio Alfaro
Mauricio Alberto Alfaro Valladares (Zacatecoluca, 1956. február 13. – ) salvadori válogatott labdarúgó, edző.

## Pályafutása

### Klubcsapatban
1972 és 1977 között a Deportivo Dragón játékosa volt. 1976 és 1980 között a Platense csapatát erősítette. 1980 és 1981 között az Alianzában szerepelt, majd visszatért a Platenséhez. 1983-tól 1987-ig a FAS játékosa volt, melynek tagjaként 1984-ben megnyerte a salvadori bajnokságot. 1987 és 1991 között a Cojutepeque együttesében szerepelt. 1992-ben a Platense színeiben fejezte be a pályafutását. 

### A válogatottban
1977 és 1989 között 41 mérkőzésen szerepelt a salvadori válogatottban és 3 gólt szerzett. Részt vett az 1982-es világbajnokságon, ahol az Argentína elleni csoportmérkőzésen kezdőként lépett pályára. Magyarország és Belgium ellen nem kapott lehetőséget.

### Edzőként
1992 és 1993, illetve 2004 és 2005 között a Platense vezetőedzője volt. 2010 és 2014 között a salvadori U20-as válogatott szövetségi edzője volt és kivezette a csapatot a 2013-as U20-as világbajnokságra. 2014-ben rövid ideig a szövetségi kapitányi posztot is betöltötte.

## Sikerei
CD FAS
- Salvadori bajnok (1): 1984